# Балигруд (гмина)
Балигруд (пол. Baligród) — сельская гмина (волость) в Польше, входит как административная единица в Лесковский повет, Подкарпатское воеводство. Население — 3182 человека (на 2004 год).

## Демография
| Перепись                       | Всего   | Всего | Женщины | Женщины | Мужчины | Мужчины |
| ------------------------------ | ------- | ----- | ------- | ------- | ------- | ------- |
| Единицы                        | человек | %     | человек | %       | человек | %       |
| Население                      | 3182    | 100   | 1592    | 50      | 1590    | 50      |
| Плотность населения (чел./км²) | 20,1    | 20,1  | 10,1    | 10,1    | 10,1    | 10,1    |

## Поселения
1. Балигруд
2. Быстре
3. Цисовец
4. Яблонки
5. Келчава
6. Колонице
7. Лубне
8. Мхава
9. Новосюлки
10. Рабе
11. Розтоки-Дольне
12. Стенжница
13. Захочеве
14. Жерденка
15. Жерница-Нижна
16. Жерница-Выжна

## Соседние гмины
1. Гмина Цисна
2. Гмина Команьча
3. Гмина Леско
4. Гмина Солина
5. Гмина Загуж